# Eberhard von Schmettow

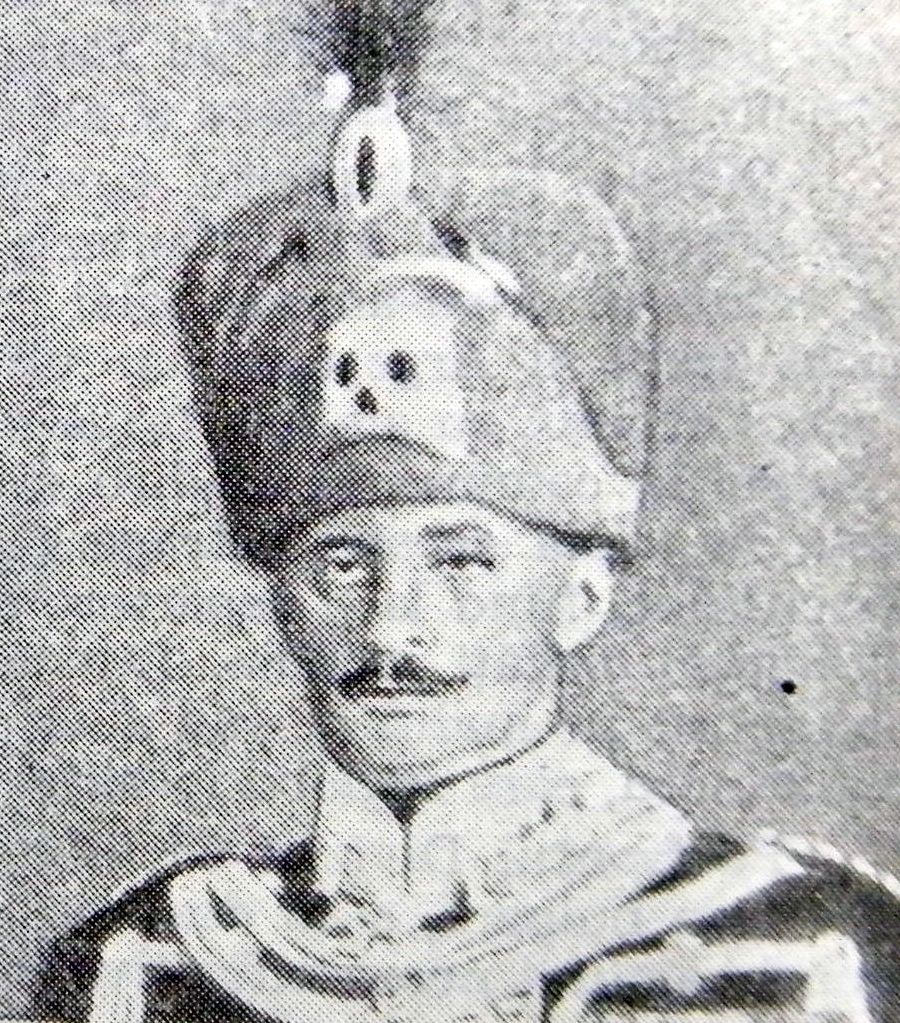
Eberhard Graf von Schmettow, als Kommandeur der preußischen Leib-Husaren-Brigade

Bernhard Gottfried Max Hugo Eberhard Graf von Schmettow (* 17. September 1861 in Halberstadt; † 31. Januar 1935 in Görlitz) war ein preußischer Generalleutnant im Ersten Weltkrieg sowie Generaladjutant des deutschen Kaisers Wilhelm II.

## Leben

### Herkunft
Er entstammte wie sein Vetter Egon dem alten schlesischen Adelsgeschlecht von Schmettow. Seine Eltern Maximilian Graf von Schmettow (1824–1886) und Adele Emilie Klothilde, geborene von Usedom (1840–1895) hatten fünf Kinder.

### Militärkarriere

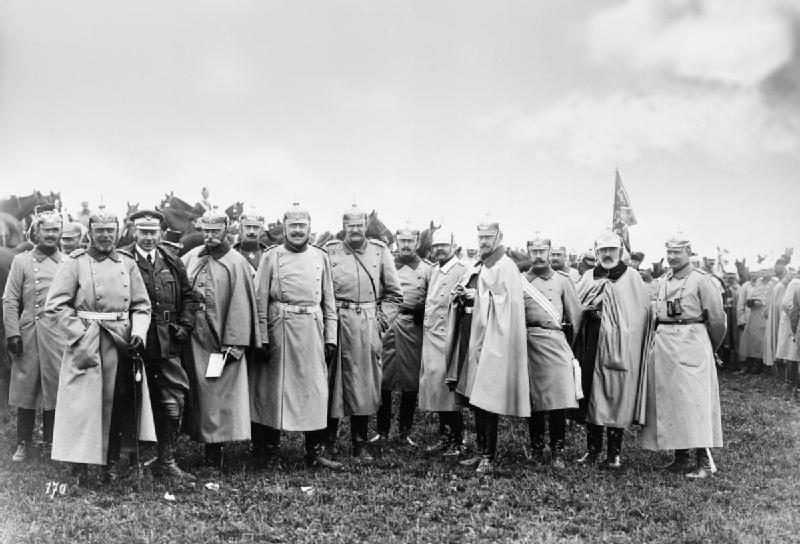
Schmettow (fünfter von links) beim Kaisermanöver 1905

Schmettow trat am 16. April 1881 aus dem Kadettenkorps kommend als Sekondeleutnant in das 2. Garde-Ulanen-Regiment der Preußischen Armee ein. Dort diente er später als Regimentsadjutant, bevor er im März 1891 als Adjutant der 4. Garde-Kavallerie-Brigade zugeteilt wurde. Als Rittmeister war Schmettow dann im Großen Generalstab tätig. Im Anschluss daran setzte man ihn als Eskadronchef im Kürassier-Regiment „Kaiser Nikolaus I. von Russland“ (Brandenburgisches) Nr. 6 ein. Es folgte eine Verwendung als Erster Generalstabsoffizier bei der 29. Division. 1901 diente Schmettow als Erster Adjutant des Chefs des Generalstabes der Armee, Alfred von Schlieffen. Darauf wurde er 1902 zum diensttuenden Flügeladjutanten von Kaiser Wilhelm II. ernannt. 1906 bis 1911 führte er als Kommandeur das Leib-Kürassier-Regiment „Großer Kurfürst“ (Schlesisches) Nr. 1 in Breslau. Ab Februar 1911 war er Kommandeur der 5. Kavallerie-Brigade in Frankfurt (Oder). Ab 1912 war Schmettow Kommandeur der, aus dem 1. und 2. preußischen Leib-Husaren-Regiment bestehenden, Leib-Husaren-Brigade in Danzig-Langfuhr.
Zu Beginn des Ersten Weltkriegs wurde Schmettow Kommandeur der 9. Kavallerie-Division, die an der Westfront zum Einsatz kam. Im November 1914 verlegt die Division an die Ostfront, wo sie im Verband der 9. Armee zunächst in Polen kämpfte. Am 11. Juni 1915 übernahm er die 8. Kavallerie-Division, die er bis Anfang August 1916 kommandierte. Schmettow erhielt dann kurzzeitig das Kommando über die neu aufgestellte 195. Infanterie-Division.
Nachdem er am 18. August 1916 zum Generalleutnant befördert worden war, wurde er am 31. August an den Kriegseintritt Rumäniens beordert und zum Kommandeur der in Siebenbürgen stehenden 3. Kavallerie-Division ernannt, deren Stab am folgenden Tag zum Kavallerie-Korps Schmettow umgebildet wurde. Seinem Großverband wurde die eigene 3. Kavallerie - sowie die k.u.k. 1. Kavallerie-Division zugeteilt. Er deckte dabei während der Schlacht von Hermannstadt den linken Flügel der 9. Armee erfolgreich gegen rumänische Angriffe ab. Als Sicherung der rechten Flanke der bei Targu Jiu ringenden Gruppe Kühne stieß Schmettows Kavallerie im November 1916, jetzt bestehend aus der 6. und 7. Kavallerie-Division in die Walachei auf Craiova vor. Anfang Dezember griff seine Kavallerie in der Schlacht am Argesch ein und beteiligte sich auch an der Eroberung von Bukarest. Dafür erhielt Schmettow am 11. Dezember 1916 den Orden Pour le Mérite.
Der Stab seines Korps wurde am 11. Januar 1917 in das Generalkommando z. b. V. 65 umgewandelt und an die Westfront versetzt. Im April 1917 war sein Generalkommando als „Gruppe Sissonne“ bei der 1. Armee an der Schlacht an der Aisne beteiligt. Ende Mai 1918 nahm die Gruppe Schmettow bei der 7. Armee an der Dritten Aisneschlacht teil. Das Eichenlaub zum Pour le Mérite wurde Schmettow am 4. August 1918 für seine Verdienste um die Abwehrschlacht zwischen Marne und Vesle verliehen.
Nach dem Waffenstillstand von Compiègne marschierte er mit den Resten seiner Truppen in die Heimat zurück, wo er nach der Demobilisierung seines Generalkommandos sein Abschiedsgesuch einreichte. Schmettow wurde daraufhin zunächst zu den Offizieren von der Armee überführt und am 22. Februar 1919 aus dem Militärdienst verabschiedet.

### Familie
Schmettow war mit Agnes von Rundstedt (1870–1949) verheiratet. Neben dem späteren Generalleutnant Rudolf (1891–1970) gab es noch einen weiteren Sohn, Leutnant Rudolf Maximilian (1889–1918) sowie die Töchter Hermy (* 1892), Viktoria (* 1896) und Clothilde (* 1900).

## Auszeichnungen
- Kronenorden II. Klasse[1]
- Ritterkreuz des Königlichen Hausordens von Hohenzollern[1]
- Rechtsritter des Johanniterordens[1]
- Dienstauszeichnungskreuz[1]
- Ritterkreuz des Ordens Berthold des Ersten[1]
- Komtur II. Klasse des Ordens Heinrichs des Löwen[1]
- Ehrenkreuz des Verdienstordens Philipps des Großmütigen[1]
- Ehrenkreuz des Greifenordens[1]
- Ehrenoffizierskreuz des Oldenburgischen Haus- und Verdienstordens des Herzogs Peter Friedrich Ludwig[1]
- Offizierskreuz des Albrechts-Ordens[1]
- Komtur II. Klasse des Hausordens vom Weißen Falken[1]
- Ehrenkreuz II. Klasse des Lippischen Hausordens[1]
- Ritterkreuz mit den Löwen des Ordens der Württembergischen Krone[1]
- Offizierskreuz des St. Alexander-Ordens[1]
- Komtur II. Klasse des Dannebrogordens[1]
- Kommandeur des Royal Victorian Order[1]
- Ritter des Ordens der Hl. Mauritius und Lazarus[1]
- Komtur des Ordens der Krone von Italien[1]
- Orden der Eisernen Krone II. Klasse[1]
- Sankt-Stanislaus-Orden III. Klasse[1]
- Spanischer Militärverdienstorden II. Klasse[1]
- Eisernes Kreuz (1914) II. und I. Klasse
- Roter Adlerorden II. Klasse mit Eichenlaub und Schwertern im Januar 1916[2]